# گونسالو ایگواین
گونزالو خِراردو هیگواین (به اسپانیایی: Gonzalo Gerardo Higuaín‎; تلفظ اسپانیایی: [ɡonˈsalo iɣwaˈin]؛ زاده ۱۰ دسامبر ۱۹۸۷) بازیکن پیشین فوتبال اهل آرژانتین است. او در سال ۲۰۲۲ از دنیای فوتبال خداحافظی کرد.

## سابقه باشگاهی

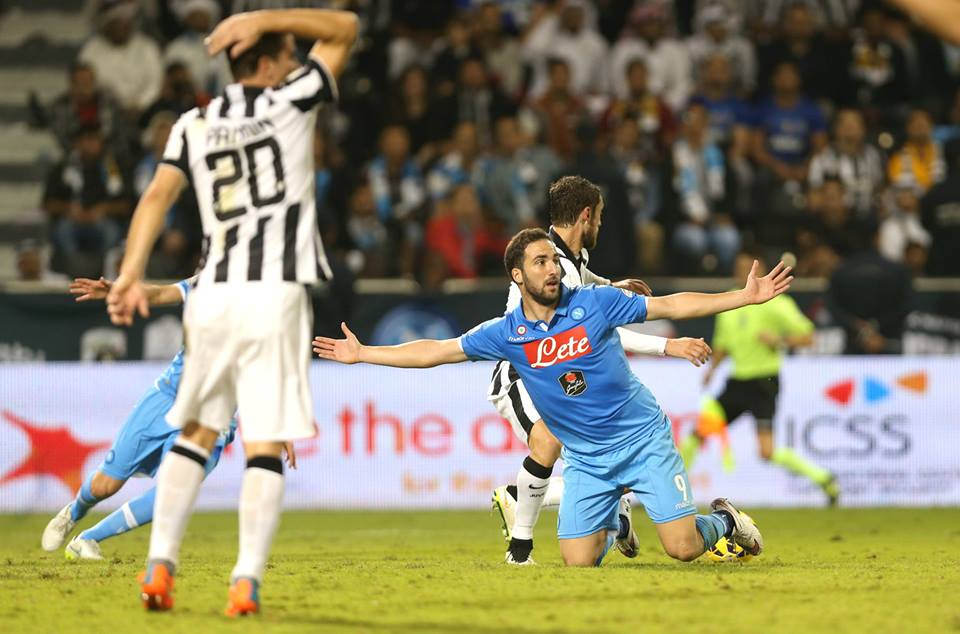
هیگوآین در برابر یوونتوس در لباس ناپولی

گونزالو ایگواین در سال ۲۰۰۴ وارد دنیای فوتبال حرفه‌ای شد و در ابتدا عضویت تیم ریور پلاته درآمد. وی در این تیم حضور قابل توجهی داشت و توانست در ۳۲ بازی برای این تیم پانزده گل به ثمر برساند.

### رئال مادرید
وی به دلیل مشکلاتی که با سرمربی وقت ریور پلاته، دانیل پاسارلا، داشت از این تیم جدا شد و در هشتم اکتبر ۲۰۰۶ به تیم بوکا جونیورز آرژانتین پیوست اما قبل از شروع لیگ آرژانتین، باشگاه رئال مادرید با پرداخت ۱۳ میلیون یورو ایگواین را به خدمت خود درآورد.
هیگواین برای رئال مادرید ۱۹۰ بازی انجام داد و ۱۰۷ گل زد، بهترین فصل هیگواین ۲۰۰۶–۲۰۰۷ بود، که طی آن در مقابل رئال زاراگوزا بازی خیره کننده‌ای را به نمایش گذاشت و با گلی که به ثمر رساند رئال را پیروز میدان کرد.

### ناپولی
او پس از ۶ سال حضور در رئال مادرید با وجود پیشنهادهایی از تیم‌های آ.ث میلان، یوونتوس و آرسنال با مبلغ ۳۷ میلیون یورو به ناپولی پیوست.
وی در فصل ۲۰۱۵–۲۰۱۶ با ثبت رکورد ۳۶ گل زده در طول یک فصل آقای گل لیگ سری آ ایتالیا شد

### یوونتوس
در ژولای ۲۰۱۶، در یک انتقال جنجالی، گونسالو ایگواین، مهاجم سابق ناپولی با قراردادی ۴ ساله به ارزش ۹۰ میلیون یورو به یوونتوس پیوست.

### آث میلان
او در بازار نقل و انتقالات تابستانی ۲۰۱۸ به‌طور قرضی به میلان پیوست و پس از عملکردی نه چندان خوب به تصمیم خودش به چلسی پیوست تا زیر نظر مربی سابق خود یعنی مائوریتسیو ساری توپ بزند. او برای میلان در سری آ ۶ گل در ۲۳ بازی به ثمر رساند که نشان از امار نه چندان جالب گونسالو در روسونری می‌باشد.

### چلسی
گونسالو در نقل و انتقالات زمستانی فصل ۲۰۱۸–۲۰۱۹ و به‌صورت قرضی به چلسی پیوست.

## افتخارات
رئال مادرید :
لالیگا:(۳)(۲۰۰۷–۲۰۰۶) (۲۰۰۷–۲۰۰۸) (۲۰۱۲–۲۰۱۱) 
جام حذفی اسپانیا :(۱) (۲۰۱۲–۲۰۱۱) 
سوپرجام اسپانیا :(۲) (۲۰۰۸) (۲۰۱۲) 
ناپولی :
جام حذفی ایتالیا (۱) (۲۰۱۴–۲۰۱۳) 
سوپرجام ایتالیا (۱) :(۲۰۱۴) 
یوونتوس:
سری آ :(۳)( ۲۰۱۸–۲۰۱۷) (۲۰۱۷–۲۰۱۶) 
(۲۰۲۰–۲۰۱۹) 
جام حذفی ایتالیا :(۲)(۲۰۱۸–۲۰۱۷) (۲۰۱۷–۲۰۱۶) 
چلسی :
لیگ اروپا :(۱) (۲۰۱۹)